# Polyalthia debilis
Polyalthia debilis är en kirimojaväxtart som först beskrevs av Jean Baptiste Louis Pierre, och fick sitt nu gällande namn av Achille Eugène Finet och François Gagnepain. Polyalthia debilis ingår i släktet Polyalthia och familjen kirimojaväxter. Inga underarter finns listade i Catalogue of Life.